# New Effington
New Effington é uma cidade  localizada no estado norte-americano de Dacota do Sul, no Condado de Roberts.

## Demografia
Segundo o censo norte-americano de 2000, a sua população era de 233 habitantes.
Em 2006, foi estimada uma população de 226, um decréscimo de 7 (-3.0%).

## Geografia
De acordo com o United States Census Bureau tem uma área de
0,7 km², dos quais 0,7 km² cobertos por terra e 0,0 km² cobertos por água.

## Localidades na vizinhança
O diagrama seguinte representa as localidades num raio de 28 km ao redor de New Effington.